# Nabu-szuma-ukin II
Nabu-szuma-ukin II (akad. Nabû-šuma-ukīn) – król Babilonii, uzurpator. Zasiadać miał na tronie Babilonu przez nieco ponad miesiąc w 732 r. p.n.e.

## Imię
Pełną formę imienia tego władcy podaje jedynie Babilońska lista królów A (IV 5: m[d]Nabû-šuma-ukīn2). W kronice babilońskiej jego imię zapisywane jest mŠuma-ukīn (sum. mmu.gi.na)

## Długość panowania
Według Babilońskiej listy królów A panować miał on 1 miesiąc i 13 dni, natomiast według kroniki babilońskiej najprawdopodobniej 1 miesiąc i 2 dni

## Panowanie
Był byłym gubernatorem prowincji (bēl pīhati), który stanął na czele powstania, w którym śmierć poniósł dotychczas panujący władca Nabu-nadin-zeri. Po trwających nieco ponad miesiąc rządach sam z kolei usunięty został z tronu przez innego uzurpatora, Nabu-mukin-zeri, przywódcę chaldejskiego plemienia Bit-Amukkani. Tak te wydarzenia przedstawione zostały w jednej z kronik babilońskich:
„W drugim roku (swego panowania) Nadinu (tj. Nabu-nadin-zeri) został zabity w czasie powstania. Nadinu panował przez dwa lata nad Babilonią. (Nabu)-szuma-ukin (II), gubernator, przywódca powstania, zasiadł na tronie. (Nabu)-szuma-ukin (II) panował przez miesiąc i 2(?) dni nad Babilonią. (Nabu)-mukin-zeri, z plemienia Bit-Amukkani, odsunął go od władzy i zasiadł na tronie”